# Dagens Industri
Dagens industri, kurz Di, ist eine an sechs Wochentagen erscheinende schwedische Wirtschaftszeitung mit Sitz in Stockholm.

## Geschichte

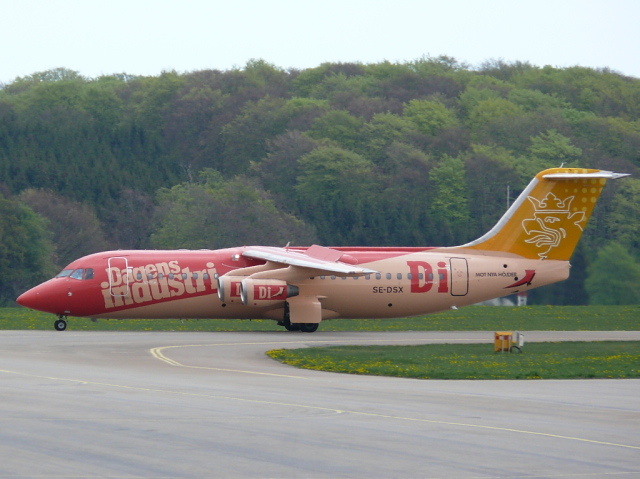
Malmö Aviation's Avro mit einer Werbung für Dagens Industri

1976 von der Bonnier-Gruppe als technische Fachzeitung gegründet, wurde sie in den ersten Jahren von dessen Tochtergesellschaft „Bonnier Business Press“ vertrieben. 1981 richtete man die Zeitung in Richtung Unternehmen und Börse neu aus. Heute bezeichnet sich Di selbst als „Schwedens führende Geschäftszeitung“.
Di beschäftigt etwa 150 redaktionelle Mitarbeiter, inklusive Korrespondenten. Die Lokalredaktionen in Schweden befinden sich in Göteborg und Malmö, Chefredakteur ist Peter Fellman. Nach eigenen Angaben hat die Zeitung 115.000 Abonnenten, sowie 450.000 Leser. Seit 2002 existiert mit DI Weekend eine Wochenendausgabe, welche freitags erscheint und 191.000 (2006) Leser erreicht.
- Neben der gewöhnlichen Internetpräsenz betreibt DI gemeinsam mit der Zeitung Expressen die Plattform dinapengar.se, welche vor allem Haushalte und private Unternehmer ansprechen soll.
- Des Weiteren wird die Schwesterzeitung DiEgo betrieben, die sich besonders an Leser zwischen 25 und 35 Jahren richtet.